# Passiflora fuchsiiflora
Passiflora fuchsiiflora är en passionsblomsväxtart som beskrevs av William Botting Hemsley. Passiflora fuchsiiflora ingår i släktet passionsblommor, och familjen passionsblomsväxter. Inga underarter finns listade i Catalogue of Life.